# Az iZombie epizódjainak listája
Ez a cikk az iZombie című sorozat epizódjait listázza.

## Évados áttekintés
| Évad | Évad | Epizódok | Eredeti sugárzás  | Eredeti sugárzás   | Eredeti adó | Magyar sugárzás    | Magyar sugárzás   | Magyar adó |
| Évad | Évad | Epizódok | Évadpremier       | Évadfinálé         | Eredeti adó | Évadpremier        | Évadfinálé        | Magyar adó |
| ---- | ---- | -------- | ----------------- | ------------------ | ----------- | ------------------ | ----------------- | ---------- |
|      | 1    | 13       | 2015. március 17. | 2015. június 9.    | The CW      | 2018. január 2.    | 2018. január 18.  | RTL Spike  |
|      | 2    | 19       | 2015. október 6.  | 2016. április 12.  | The CW      | 2018. január 19.   | 2018. február 14. | RTL Spike  |
|      | 3    | 13       | 2017. április 4.  | 2017. június 27.   | The CW      | 2018. december 13. | 2019. január 31.  | RTL Spike  |
|      | 4    | 13       | 2018. február 26. | 2018. május 28.    | The CW      | 2019. február 7.   | 2019. március 21. | RTL Spike  |
|      | 5    | 13       | 2019. május 2.    | 2019. augusztus 1. | The CW      | n/a                | n/a               | n/a        |

## 1. évad (2015)
| Sor. | Év. | Cím                                                            | Rendező        | Író                                                         | Premier                            | Nézettség   |
| ---- | --- | -------------------------------------------------------------- | -------------- | ----------------------------------------------------------- | ---------------------------------- | ----------- |
| 1.   | 1.  | Utópium (Pilot)                                                | Rob Thomas     | Rob Thomas és Diane Ruggiero-Wright                         | 2015. március 17. 2018. január 2.  | 2,29 millió |
| 2.   | 2.  | Az agydíler (Brother, Can You Spare a Brain?)                  | John Kretchmer | Diane Ruggiero-Wright                                       | 2015. március 24. 2018. január 3.  | 1,99 millió |
| 3.   | 3.  | Kettős élet (The Exterminator)                                 | Michael Fields | Történet: Rob Thomas Tévéjáték: Graham Norris és Lee Arcuri | 2015. március 31. 2018. január 4.  | 1,81 millió |
| 4.   | 4.  | Kék kobrák (Liv and Let Clive)                                 | John Kretchmer | Kit Boss                                                    | 2015. április 7. 2018. január 5.   | 1,77 millió |
| 5.   | 5.  | Az utolsó ugrás (Flight of the Living Dead)                    | David Warren   | Deirdre Mangan                                              | 2015. április 14. 2018. január 8.  | 1,85 millió |
| 6.   | 6.  | Az internet véres ura (Virtual Reality Bites)                  | Dermott Downs  | Gloria Calderon Kellett                                     | 2015. április 21. 2018. január 9.  | 1,80 millió |
| 7.   | 7.  | Anyai ösztönök (Maternity Liv)                                 | Patrick Norris | Bob Dearden                                                 | 2015. április 28. 2018. január 10. | 1,69 millió |
| 8.   | 8.  | Rádiócsend (Dead Air)                                          | Zetna Fuentes  | Aiyana White                                                | 2015. május 5. 2018. január 11.    | 1,62 millió |
| 9.   | 9.  | A haza szolgálatában (Patriot Brains)                          | Guy Bee        | Robert Forman                                               | 2015. május 12. 2018. január 12.   | 1,70 millió |
| 10.  | 10. | A forrás (Mr. Berserk)                                         | Jason Bloom    | Deirdre Mangan és Graham Norris                             | 2015. május 19. 2018. január 15.   | 1,50 millió |
| 11.  | 11. | Asztroburger (Astroburger)                                     | Michael Fields | Kit Boss                                                    | 2015. május 26. 2018. január 16.   | 1,56 millió |
| 12.  | 12. | Kísérleti patkányok (Dead Rat, Live Rat, Brown Rat, White Rat) | Mairzee Almas  | Diane Ruggiero-Wright                                       | 2015. június 2. 2018. január 17.   | 1,80 millió |
| 13.  | 13. | Blaine világa (Blaine's World)                                 | Michael Fields | Rob Thomas                                                  | 2015. június 9. 2018. január 18.   | 1,45 millió |

## 2. évad (2015-2016)
| Sor. | Év. | Cím                                                                          | Rendező        | Író                                                                                        | Premier                             | Nézettség   |
| ---- | --- | ---------------------------------------------------------------------------- | -------------- | ------------------------------------------------------------------------------------------ | ----------------------------------- | ----------- |
| 14.  | 1.  | Zsémbes Liv (Grumpy Old Liv)                                                 | Michael Fields | Rob Thomas                                                                                 | 2015. október 6. 2018. január 19.   | 1,53 millió |
| 15.  | 2.  | Zombitesó (Zombie Bro)                                                       | John Kretchmer | Diane Ruggiero-Wright                                                                      | 2015. október 13. 2018. január 23.  | 1,22 millió |
| 16.  | 3.  | A felső tízezer (Real Dead Housewife of Seattle)                             | Jason Bloom    | Kit Boss                                                                                   | 2015. október 20. 2018. január 22.  | 1,29 millió |
| 17.  | 4.  | Szenvedélyek rabságában (Even Cowgirls Get the Black and Blues)              | Matt Barber    | Deirdre Mangan                                                                             | 2015. október 27. 2018. január 24.  | 1,47 millió |
| 18.  | 5.  | Nem adok kosarat (Love & Basketball)                                         | Michael Fields | Bob Dearden                                                                                | 2015. november 3. 2018. január 25.  | 1,43 millió |
| 19.  | 6.  | Kockázatos üzlet (Max Wager)                                                 | John Kretchmer | Graham Norris                                                                              | 2015. november 10. 2018. január 26. | 1,40 millió |
| 20.  | 7.  | Abraka-hulla (Abra Cadaver)                                                  | Viet Nguyen    | Justin Halpern és Patrick Schumacker                                                       | 2015. november 17. 2018. január 29. | 1,17 millió |
| 21.  | 8.  | Amíg a halál el nem választ (The Hurt Stalker)                               | Michael Wale   | Sara Saedi                                                                                 | 2015. december 1. 2018. január 30.  | 1,55 millió |
| 22.  | 9.  | A hősi halott (Cape Town)                                                    | Mairzee Almas  | Diane Ruggiero-Wright                                                                      | 2015. december 8. 2018. január 31.  | 1,37 millió |
| 23.  | 10. | Csillaghullás (Method Head)                                                  | Mark Piznarski | Kit Boss                                                                                   | 2016. január 12. 2018. február 1.   | 1,17 millió |
| 24.  | 11. | A szürkeállomány ötven árnyalata (Fifty Shades of Grey Matter)               | Mairzee Almas  | Deirdre Mangan és Graham Norris                                                            | 2016. február 2. 2018. február 2.   | 1,43 millió |
| 25.  | 12. | Teljes fejetlenség (Physician, Heal Thy Selfie)                              | Zetna Fuentes  | Talia Gonzalez és Bisanne Masoud                                                           | 2016. február 9. 2018. február 5.   | 1,43 millió |
| 26.  | 13. | A kamugép (The Whopper)                                                      | Michael Fields | Rob Thomas                                                                                 | 2016. február 16. 2018. február 6.  | 1,25 millió |
| 27.  | 14. | Egy koffeines elme örök ragyogása (Eternal Sunshine of the Caffeinated Mind) | Jason Bloom    | Kit Boss                                                                                   | 2016. február 23. 2018. február 7.  | 1,45 millió |
| 28.  | 15. | A tudomány határai (He Blinded Me... with Science)                           | Dan Etheridge  | John Enbom                                                                                 | 2016. március 22. 2018. február 8.  | 1,21 millió |
| 29.  | 16. | Az éjszaka tündérei (Pour Some Sugar, Zombie)                                | Mairzee Almas  | Diane Ruggerio-Wright                                                                      | 2016. március 29. 2018. február 9.  | 1,25 millió |
| 30.  | 17. | Eredendő Liv (Reflections of the Way Liv Used to Be)                         | Michael Fields | Bob Dearden                                                                                | 2016. április 5. 2018. február 12.  | 1,07 millió |
| 31.  | 18. | Kiéhezve (Dead Beat)                                                         | John Kretchmer | John Enbom                                                                                 | 2016. április 12. 2018. február 13. | 1,36 millió |
| 32.  | 19. | Halálos hullák hajnala (Salivation Army)                                     | Michael Fields | Történet: Rob Thomas és Diane Ruggerio-Wright Tévéjáték: Diane Ruggerio-Wright és Kit Boss | 2016. április 12. 2018. február 14. | 1,22 millió |

## 3. évad (2017)
| Sor. | Év. | Cím                                                                         | Rendező          | Író                                 | Premier                              | Nézettség   |
| ---- | --- | --------------------------------------------------------------------------- | ---------------- | ----------------------------------- | ------------------------------------ | ----------- |
| 33.  | 1.  | Kellemesebb hely lett a mennyország (Heaven Just Got a Little Bit Smoother) | Dan Etheridge    | Rob Thomas                          | 2017. április 4. 2018. december 13.  | 0,95 millió |
| 34.  | 2.  | Lehull a lepel (Zombie Knows Best)                                          | Jason Bloom      | Diane Ruggiero-Wright               | 2017. április 11. 2018. december 20. | 0,87 millió |
| 35.  | 3.  | Ízek, zombik, szerelmek (Eat, Pray, Liv)                                    | Mairzee Almas    | Graham Norris                       | 2017. április 18. 2018. december 20. | 0,75 millió |
| 36.  | 4.  | A pletykafészek (Wag the Tongue Slowly)                                     | Viet Nguyen      | Kit Boss                            | 2017. április 25. 2019. január 3.    | 0,97 millió |
| 37.  | 5.  | A zombi ötven árnyalata (Spanking the Zombie)                               | Tessa Blake      | Sara Saedi                          | 2017. május 2. 2019. január 3.       | 0,93 millió |
| 38.  | 6.  | A bohém bártündér (Some Like It Hot Mess)                                   | Enrico Colantoni | John Enbom                          | 2017. május 9. 2019. január 10.      | 0,97 millió |
| 39.  | 7.  | Addig jár a korsó a kútra... (Dirt Nap Time)                                | Michael Fields   | Deirdre Mangan                      | 2017. május 16. 2019. január 10.     | 0,86 millió |
| 40.  | 8.  | A dőre kaszkadőr (Eat a Knievel)                                            | Michael Wale     | John Bellina                        | 2017. május 23. 2019. január 17.     | 0,98 millió |
| 41.  | 9.  | Kalandos nyomozás (Twenty Sided, Die)                                       | Jason Bloom      | Kit Boss                            | 2017. május 30. 2019. január 17.     | 0,92 millió |
| 42.  | 10. | A visszatérés (Return of the Dead Guy)                                      | Viet Nguyen      | Talia Gonzalez és Bisanne Masoud    | 2017. június 6. 2019. január 24.     | 0,71 millió |
| 43.  | 11. | Elméleti összeesküvők (Conspiracy Weary)                                    | Mark Piznarski   | Bob Dearden                         | 2017. június 13. 2019. január 24.    | 0,78 millió |
| 44.  | 12. | Nappalok és éjszakák 1. rész (Looking for Mr. Goodbrain, Part 1)            | Michael Fields   | Diane Ruggiero-Wright és John Enbom | 2017. június 20. 2019. január 31.    | 0,77 millió |
| 45.  | 13. | Nappalok és éjszakák 2. rész (Looking for Mr. Goodbrain, Part 2)            | Dan Etheridge    | Rob Thomas                          | 2017. június 27. 2019. január 31.    | 0,86 millió |

## 4. évad (2018)
| Sor. | Év. | Cím                                                                          | Rendező           | Író                                   | Premier                             | Nézettség   |
| ---- | --- | ---------------------------------------------------------------------------- | ----------------- | ------------------------------------- | ----------------------------------- | ----------- |
| 46.  | 1.  | Ember a gépezetben (Are You Ready for Some Zombies?)                         | Dan Etheridge     | Rob Thomas                            | 2018. február 26. 2019. február 7.  | 0,99 millió |
| 47.  | 2.  | Kékvérűek (Blue Bloody)                                                      | Michael Fields    | Dean Lorey                            | 2018. március 5. 2019. február 7.   | 0,77 millió |
| 48.  | 3.  | Agyrablók 1. rész: Üres fejjel a boncasztalon (Brainless in Seattle, Part 1) | Michael Wale      | Heather V. Regnier                    | 2018. március 12. 2019. február 14. | 0,76 millió |
| 49.  | 4.  | Agyrablók 2. rész: Keresem az igazit (Brainless in Seattle, Part 2)          | Michael Fields    | Heather V. Regnier                    | 2018. március 19. 2019. február 14. | 0,73 millió |
| 50.  | 5.  | Többet erővel, mint ésszel (Goon Struck)                                     | Joaquin Sedillo   | Bob Dearden                           | 2018. március 26. 2019. február 21. | 0,71 millió |
| 51.  | 6.  | Színház az egész világ (My Really Fair Lady)                                 | Tessa Blake       | Graham Norris                         | 2018. április 9. 2019. február 21.  | 0,80 millió |
| 52.  | 7.  | Hivatásos nőcsábász (Don't Hate the Player, Hate the Brain)                  | Tuan Quoc Le      | Sara Saedi                            | 2018. április 16. 2019. február 28. | 0,81 millió |
| 53.  | 8.  | A kerekasztal lovagjai (Chivalry Is Dead)                                    | Jason Bloom       | Diane Ruggiero-Wright                 | 2018. április 23. 2019. február 28. | 0,68 millió |
| 54.  | 9.  | Lögd a sódert (Mac-Liv-Moore)                                                | Linda-Lisa Hayter | Talia Gonzalez és Bisanne Masoud      | 2018. április 30. 2019. március 7.  | 0,68 millió |
| 55.  | 10. | Aljas utcák (Yipee Ki Brain, Motherscratcher!)                               | Enrico Colantoni  | Chelsea Catalanotto                   | 2018. május 7. 2019. március 7.     | 0,78 millió |
| 56.  | 11. | Zombi, zombinak farkasa (Insane in the Germ Brain)                           | Jude Weng         | Dean Lorey                            | 2018. május 14. 2019. március 14.   | 0,72 millió |
| 57.  | 12. | Holt vidék (You've Got to Hide Your Liv Away)                                | Jason Bloom       | Diane Ruggiero-Wright és John Bellina | 2018. május 21. 2019. március 14.   | 0,64 millió |
| 58.  | 13. | A háború áldozatai (And He Shall Be a Good Man)                              | Dan Etheridge     | Rob Thomas                            | 2018. május 28. 2019. március 21.   | 0,74 millió |

## 5. évad (2019)
| Sor. | Év. | Cím                       | Rendező           | Író                              | Premier            | Nézettség   |
| ---- | --- | ------------------------- | ----------------- | -------------------------------- | ------------------ | ----------- |
| 59.  | 1.  | Thug Death                | Dan Etheridge     | Rob Thomas                       | 2019. május 2.     | 0,73 millió |
| 60.  | 2.  | Dead Lift                 | Michael Fields    | Philip Hoover és Jacob Farmer    | 2019. május 9.     | 0,58 millió |
| 61.  | 3.  | Five, Six, Seven, Ate!    | Viet Nguyen       | Diane Ruggiero-Wright            | 2019. május 16.    | 0,57 millió |
| 62.  | 4.  | dot zom                   | Michael Wale      | John Enbom                       | 2019. május 23.    | 0,69 millió |
| 63.  | 5.  | Death Moves Pretty Fast   | Linda-Lisa Hayter | Bob Dearden                      | 2019. május 30.    | 0,67 millió |
| 64.  | 6.  | The Scratchmaker          | Malcolm Goodwin   | Joshua Levy és Prathi Srinivasan | 2019. június 6.    | 0,67 millió |
| 65.  | 7.  | Filleted to Rest          | Michael Fields    | Chelsea Catalanotto              | 2019. június 13.   | 0,70 millió |
| 66.  | 8.  | Death of a Car Salesman   | Jason Bloom       | Christina de Leon                | 2019. június 20.   | 0,60 millió |
| 67.  | 9.  | The Fresh Princess        | Tessa Blake       | John Bellina                     | 2019. június 27.   | 0,62 millió |
| 68.  | 10. | Night and the Zombie City | Tuan Le           | Bob Dearden                      | 2019. július 11.   | 0,57 millió |
| 69.  | 11. | Killer Queen              | Jude Weng         | John Enbom és Kit Boss           | 2019. július 18.   | 0,71 millió |
| 70.  | 12. | Bye, Zombies              | Michael Wale      | Diane Ruggiero-Wright            | 2019. július 25.   | 0,61 millió |
| 71.  | 13. | All's Well That Ends Well | Jason Bloom       | Rob Thomas                       | 2019. augusztus 1. | 0,75 millió |